# Poecilocloeus cervinus
Poecilocloeus cervinus är en insektsart som beskrevs av Marius Descamps 1980. Poecilocloeus cervinus ingår i släktet Poecilocloeus och familjen gräshoppor. Inga underarter finns listade i Catalogue of Life.